# あやつるぽん
あやつるぽん!（1月15日 - ）は、日本のタレント。大阪府出身。吉本興業所属。

## 来歴
- 2010年4月　ミューモアヨシモトの「新生つぼみオーディション」の結果、つぼみに加入（ミューモア組・同期11名）。
- 2010年4月29日　in→dependent theatre 2ndで行われたお披露目式にてデビュー。
- 出囃子　セレナーデが止まらない/UNISON SQUARE GARDEN
- はけ囃子　ため息shooting MOON/UNISON SQUARE GARDEN

## 人物
- 吉本発ガールズユニット（当時）つぼみの元メンバー。2010年4月、同期にシュークリーム（吉岡久美子・しより）、八木沙季（アップフロント関西・元KRD8、現 Lovelys ）、村上文香（元NMB48、現NHK大津放送局キャスター）、いうちりならがいる、当時芸名は本名名義であった。

- つぼみ内での旧チーム体制ではチームfunny→チームcuteに所属していた。

- 当時のキャッチコピーは「つるつる卵マジシャン」。愛称は、あやちゃん、あやつる、あやつるぽん。マジックの修行中で、マジシャンの卵である[1]。

- つぼみ在籍時に、（つぼみメンバーとしては）最初になんばグランド花月前で行っている「口上師」（こうじょうし）の役割を行った。（それまでは若手新喜劇座員及び若手芸人に限られていた、つぼみメンバーが2017年以降対バンライブやイベント出演が主になり、関西以外の地域でも活躍する機会が増えた事から口上師の対象から離れた。)
- またなんばグランド花月の前説はコンビが基本だったがオーディションに受かりピンの前説が初めて採用された。

- 2011年4月29日、活動1周年を記念して個人ブログ100回更新に挑戦した。100回目の更新が日付をまたいでしまい失敗したかに思われたが、実際は102回更新されており（96、98回が異なる内容で、それぞれ二度ずつ投稿されていた）、100回目の投稿が午前0時丁度であった[2]。翌日のラフブロアクセスランキングでは26位となり、ブログ開設以来の最高位を記録した（2011年5月30日現在）[3]。

- 2014年3月10日更新分の「桜稲垣早希とつぼみの毎日開花宣言ブログ」及び自身のブログにて、同年3月30日に5upよしもと（現・よしもと漫才劇場）で行われる「つぼみ公演〜めざす夢〜」の出演を最後につぼみを卒業する事を発表、同公演終了後に卒業した、開花宣言ブログでは今後の進路はピン芸人と発表していたが、引き続きマジシャンとしてよしもとクリエイティブ・エージェンシー大阪に残留する事を同年3月11日放送分のつぼみのニコニコランド金曜日のオープニングのフリートークで訂正していた。

- 2015年4月26日に梅田HEP HALLで行われた「TSUBOMI LIVE〜梅田でごめんね。1000日前からI Love you〜」にてOGとしてゲスト出演し現メンバーらと共に歌とダンスを披露した、出演が公表された当初、関係者から事前に知らされずつぼみ公式Twitterの発表で初めて知った。

- つぼみ時代のキャッチコピーである「つるつる卵マジシャン」は、「卵のようにツルツルな肌とマジシャンの卵」とを掛けた造語だが、過去に「つるりん卵マジシャン」としていた時期もあった。このキャッチコピーは3時のヒロイン 福田麻貴がつけた [4]。マジックを行う際には、呪文として「あやつるぽん！」と唱える、この他語尾に「〜つるぽん」を付けた言葉を使用する（例：こんばんは＋つるぽん＝こんつるぽん、ハロー＋つるぽん＝はろつるぽん等）。

- マジック以外の特技はバルーンアート、自転車のパンク修理、一輪車。また、スーパーで5年働いていた経験があり、かつて20人以上の万引きを捕まえた「万引きGメン」であった[5]。

- コーヒー飲料（コーヒー牛乳）を愛飲しており、とくに大山乳業農業協同組合の白バラコーヒーを好んでいる。白バラ関連製品は、ブログで数多く登場させるほどの愛好ぶりで、「CM放映の際には是非自分を使ってもらいたい。」と語っていた[1][6]。その一方でチチヤスのミルクコーヒーが究極においしいと紹介したこともある[7]。

キャッチコピーの由来となった肌を維持するため、ブログではスキンケア関連の記述が散見できる。
- つぼみの初オリジナルソングである「目指す夢」の作詞者であった。自身のオリジナルソング「運命ならきっとまた逢えるから」は単独ライブにてマジックと交えながら披露された[8]。

　  趣味は飲食店めぐり。ブログには頻繁にグルメレポートが書かれている。好きな寿司ネタはサーモンの腹須（ハラス：脂の乗った腹の肉）、好きな魚はノドグロ（アカムツ）である。
- 美容専門学校を卒業し、美容師免許を所持しており、過去に美容業界で働いていた経験がある[10][11][12]。

- 三人兄弟（姉、弟）の真ん中である[13]。姉とは特に仲が良く、尊敬している[14]。

- つぼみのイベントで行われていた観客参加型のマジックを、独自の略語で「サマック」と呼んでいた[15]。

- 好きな言葉は「神様は乗り越えられない試練は与えない」だから乗り越えられると信じることで自分を信じるという事だと2022年1月15日の誕生日YouTube生配信で言っていた

- [16]。卒業した現在でもつぼみ現メンバー及びOGと交流が見られる事が自身及びメンバーのSNSやブログの写真で取り上げられている。

- 2016年10月1日付けで芸名を本名から自身がマジックを行う時に使う呪文「あやつるぽん！」に改名する事を同年9月30日放送分のラジオ「兵動大樹のほわ〜っとエエ感じ。」内で公表し、同日付けで改名した。
- 2023年6月16日、レギュラーを務める「兵動大樹のほわ〜っとエエ感じ。」内で6月末での番組卒業と芸能界を引退すること、同年秋に結婚をすることを発表[17]。同日、自身のSNSで7月末での吉本興業退所も報告した[18]。

## 出演

### テレビ
過去
- アニメ&特撮大好き！O・BA・MA内のコーナー「特捜指令！O・BA・BA」に出演（Music Japan TV）
- 「そっくりさん探しの旅」（2011年8月7日 NTV）
- ツキギメ! 奇跡のムチャぶり大作戦 ムチャレンジ!!（2013年5月8日 関西テレビ）
- なるみ・岡村の過ぎるTV（2014年7月8日 朝日放送）
- ロケみつ フライデー（毎日放送）不定期出演
- どきワク関西 （J:COMチャンネル）不定期出演

### ラジオ
過去
- ヨシモト＊chatterbox!（YES-fm）（2011年5月2日、5月16日）ゲスト出演
- あやつるのラジオでぽん！（朝日放送ラジオ）冠番組　1回のみ
- 兵動大樹のほわ〜っとエエ感じ。(朝日放送ラジオ) （2016年6月〜2023年6月）レギュラー出演
- ふぁにー田ぽんのなるほどねワールド！（2020年4月3日〜2023年6月）

### DVD
- つぼみの開花宣言!! 〜はじめてのDVDガンバリました!〜 (2011年2月9日 発売）

### 舞台
- 「つぼみの開花宣言!!vol.4 〜新しいつぼみです。みんなの顔と名前を覚えてくださいね。〜」（2010年6月20日、ヨシモト∞ホール大阪）[19]
- 「桜・稲垣早希とつぼみのニコニコ感謝祭！！」（2010年7月3日、ヨシモト∞ホール大阪）[19]
- 「つぼみの開花宣言!!vol.5 〜京橋花月で夏祭り！みんなで来てくださいね。〜」（2010年8月21日、京橋花月）[19]
- 「つぼみ博覧会!!vol.1」（2010年9月23日、In→dependent theatre 2nd）[19]
- 「どす恋ライブ〜たのしいこといっぱいするよ〜」（2010年11月20日、ヨシモト∞ホール大阪）小泉エリの単独ライブにVTR出演[20]
- 「つぼみの開花宣言!!vol.6 〜京橋花月で学園祭！みんなでもりあがりましょうね。〜」（2010年11月23日、京橋花月）[19]
- 「つぼみ博覧会!!〜クリスマススペシャル〜」（2010年12月23日、ヨシモト∞ホール大阪）[19]
- 「志摩スペイン村カウントダウン2011 大みそかよしもと笑い越しスペシャル」（2010年12月31日 - 2011年1月1日、志摩スペイン村）[19][21]
- 「つぼみの開花宣言!!vol.7 〜ABCホールでバレンタイン！みんなで楽しみましょうね。〜」（2011年2月20日、ABCホール）[19]
- 「東京ダイノジ2」（2011年3月13日、京橋花月）つぼみとしてゲスト出演[19]
- 「つぼみの開花宣言!!vol.8 〜つぼみと一緒にお花見しませんか♪〜」（2011年4月16日、京橋花月）[19]
- 「京橋ヴァラエティ・ポケットミュージカルス(ザ・プラン9 お〜い！久馬 脚本)」（2011年5月3日 - 8日、京橋花月）[1]
- 「つぼみ博覧会!!vol.3」（2011年5月29日、ヨシモト∞ホール大阪）[1]
- 「よしもとガールズウォーカー 〜つぼみのお笑い徹底紹介！！〜」（2011年6月19日、ヨシモト∞ホール大阪）
- 「つぼみ演劇祭!!」（2011年7月10日、ヨシモト∞ホール大阪）
- 「土日限定！5up花月」（2012年6月23日・24日・7月1日、5UPよしもと）
- 「よしもと高知100ライブ企画 はちきんガールズ×つぼみ12番勝負 Vol.4 〜納涼！コワ～い話対決！！〜」（2012年7月22日、 喰人（cuisin））
- 「中上亜耶 初ソロライブ 〜今夜はあなたのハートをあやつるぽん！〜」（2012年8月16日、つるとんたん 和朗亭）

### イベント
- 「来迎寺 七夕祭り」（2012年7月7日、大和郡山市 来迎寺）